# Mike Thackwell
Mike Thackwell, novozelandski dirkač Formule 1, * 30. marec 1961, Auckland, Nova Zelandija.
Mike Thackwell je upokojeni novozelandski dirkač Formule 1. Debitiral je v sezoni 1980, ko je nastopil na treh Velikih nagradah, a se mu je uspelo kvalificirati le na Veliko nagrado Kanade, kjer pa je odstopil že v prvem krogu zaradi trčenja. V sezoni 1984 je nastopil še na dveh Velikih nagradah, ponovno pa se mu je uspelo kvalificirati le na Veliko nagrado Kanade, kjer je zopet odstopil, tokrat v devetindvajsetem krogu zaradi odpovedi motorja. Za tem ni več nikoli dirkal v Formuli 1.

## Popolni rezultati Formule 1
(legenda) (odebeljene dirke pomenijo najboljši štartni položaj, poševne pa najhitrejši krog, †-uvrščen kljub odstopu)
| Leto | Moštvo                        | Šasija      | Motor       | 1   | 2   | 3   | 4    | 5   | 6   | 7       | 8    | 9   | 10  | 11      | 12  | 13      | 14      | 15 | 16  | Prv | Toč |
| ---- | ----------------------------- | ----------- | ----------- | --- | --- | --- | ---- | --- | --- | ------- | ---- | --- | --- | ------- | --- | ------- | ------- | -- | --- | --- | --- |
| 1980 | Warsteiner Arrows Racing Team | Arrows A3   | Cosworth V8 | ARG | BRA | JAR | ZZDA | BEL | MON | FRA     | VB   | NEM | AVT | NIZ DNQ | ITA |         |         |    |     | -   | 0   |
| 1980 | Candy Tyrrell Team            | Tyrrell 010 | Cosworth V8 |     |     |     |      |     |     |         |      |     |     |         |     | KAN Ret | ZDA DNQ |    |     | -   | 0   |
| 1984 | Skoal Bandit F1 Team          | RAM 02      | Hart V8     | BRA | JAR | BEL | SMR  | FRA | MON | KAN Ret | VZDA | ZDA | VB  |         |     |         |         |    |     | -   | 0   |
| 1984 | Tyrrell Racing Organisation   | Tyrrell 012 | Cosworth V8 |     |     |     |      |     |     |         |      |     |     | NEM DNQ | AVT | NIZ     | ITA     | EU | POR | -   | 0   |